# Young Miko

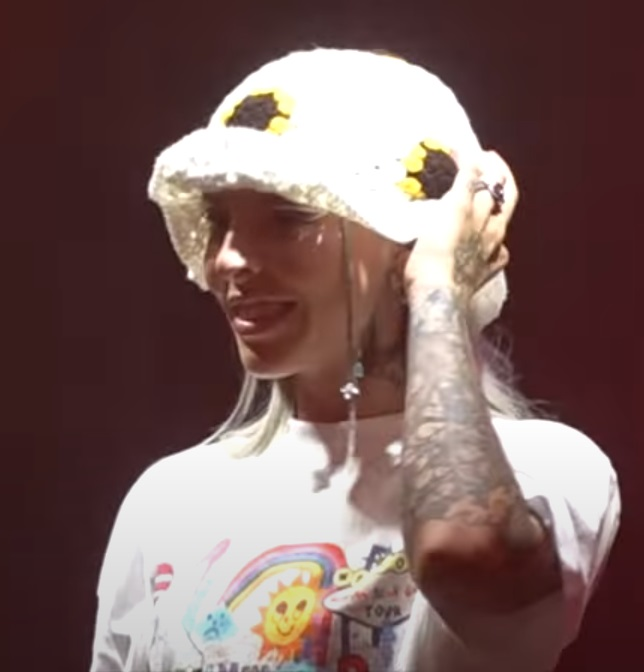
Young Miko, 2023

Young Miko (* 8. November 1997 in Añasco als María Victoria Ramírez de Arellano Cardona) ist eine aus Puerto Rico stammende Rapperin und Komponistin des Latin Trap sowie ehemalige Fußballnationalspielerin.

## Leben
In ihrer Schulzeit an einer katholischen Schule in Mayagüez begann sie Gedichte zu schreiben. Anschließend studierte sie Bildende Kunst an der Universidad Interamericana de Puerto Rico, wo sie das Tätowieren erlernte. Von ihrem Gehalt als Tätowiererin konnte sie sich ihr erstes Mikrofon kaufen und begann mit dem Musizieren. Vor ihrer Karriere als Musikerin war sie Mittelfeldspielerin der Puerto-ricanischen Fußballnationalmannschaft der Frauen.
Miko ist offen lesbisch. In einem Interview erzählte sie, dass ihre Familie sehr religiös sei und es deshalb eine große Sache für ihre Eltern gewesen sei, aber nachdem Miko sie darüber aufgeklärt habe, wurde Miko vollkommen unterstützt. Ihr kleiner Bruder ist schwul, und ihr Vater ist mittlerweile ein Fan von RuPaul’s Drag Race.

## Karriere
Miko veröffentlichte 2019 erste Musikstücke auf SoundCloud. Ihr erstes veröffentlichtes Lied trägt den Titel Quiero. Mitte Juli 2021 veröffentlichte sie erstmals unter ihrem Künstlernamen Young Miko die von Caleb Calloway produzierte Single 105 Freestyle auf Youtube und Spotify.
Ihre erste EP Trap Kitty veröffentlichte sie im Juli 2022. In ihrer EP nimmt sie auf viele ihrer persönlichen Interessen Bezug, wie beispielsweise Anime, Cartoons und Rapmusik. Im selben Monat lud sie der Sänger Bad Bunny zu einem seiner Konzerte ins Stadium Coliseo de Puerto Rico in San Juan ein, wo sie Puerto Rican Mami und Riri sang.
Ende März 2023 kam ihre Single Classy 101 in Kollaboration mit dem kolumbianischen Sänger Feid heraus, das Lied wurde zum internationalen Hit und erreichte die Nummer 99 auf der US-amerikanischen Liste der Billboard Hot 100. Kurz danach kündigte Miko ihre erste Welttournee Trap Kitty World Tour an, die mit 46 Shows 44 Städte in 17 Ländern erreichte.

## Diskografie

### Alben
| Jahr | Titel Musiklabel          | Höchstplatzierung, Gesamtwochen, AuszeichnungChartplatzierungen (Jahr, Titel, Musiklabel, Platzierungen, Wochen, Auszeichnungen, Anmerkungen) | Höchstplatzierung, Gesamtwochen, AuszeichnungChartplatzierungen (Jahr, Titel, Musiklabel, Platzierungen, Wochen, Auszeichnungen, Anmerkungen) | Höchstplatzierung, Gesamtwochen, AuszeichnungChartplatzierungen (Jahr, Titel, Musiklabel, Platzierungen, Wochen, Auszeichnungen, Anmerkungen) | Höchstplatzierung, Gesamtwochen, AuszeichnungChartplatzierungen (Jahr, Titel, Musiklabel, Platzierungen, Wochen, Auszeichnungen, Anmerkungen) | Anmerkungen                         |
| Jahr | Titel Musiklabel          | CH | US | Latin | ES | Anmerkungen                         |
| ---- | ------------------------- | --- | --- | --- | --- | ----------------------------------- |
| 2024 | Att. The Wave Music Group | — | US129 (1 Wo.)US | Latin9 (11 Wo.)Latin | ES10 (18 Wo.)ES | Erstveröffentlichung: 5. April 2024 |

### EPs
- 2022: Trap Kitty (The Wave Music Group)

### Singles
| Jahr | Titel Album                               | Höchstplatzierung, Gesamtwochen, AuszeichnungChartplatzierungen (Jahr, Titel, Album, Platzierungen, Wochen, Auszeichnungen, Anmerkungen) | Höchstplatzierung, Gesamtwochen, AuszeichnungChartplatzierungen (Jahr, Titel, Album, Platzierungen, Wochen, Auszeichnungen, Anmerkungen) | Höchstplatzierung, Gesamtwochen, AuszeichnungChartplatzierungen (Jahr, Titel, Album, Platzierungen, Wochen, Auszeichnungen, Anmerkungen) | Höchstplatzierung, Gesamtwochen, AuszeichnungChartplatzierungen (Jahr, Titel, Album, Platzierungen, Wochen, Auszeichnungen, Anmerkungen) | Anmerkungen                                                                              |
| Jahr | Titel Album                               | CH | US | Latin | ES | Anmerkungen                                                                              |
| --- | ----------------------------------------- | --- | --- | --- | --- | ---------------------------------------------------------------------------------------- |
| 2023 | Lisa –                                    | — | — | Latin— ×4VierfachplatinLatin | ES58 Platin · (4 Wo.)ES | Erstveröffentlichung: 3. März 2023                                                       |
| 2023 | Classy 101 –                              | — | US99 (1 Wo.)US | Latin15 ×9Diamant + Neunfachplatin · (26 Wo.)Latin                                                                                       | ES6 ×6Sechsfachplatin · (61 Wo.)ES | Erstveröffentlichung: 31. März 2023 mit Feid                                             |
| 2023 | Chulo pt.2 –                              | — | — | Latin33 ×6Sechsfachplatin · (14 Wo.)Latin                                                                                                | — | Erstveröffentlichung: 22. Juni 2023 Bad Gyal feat. Tokischa, Young Miko                  |
| 2023 | Wiggy Att.                                | — | — | Latin— ×2DoppelplatinLatin | ES66 Gold · (4 Wo.)ES | Erstveröffentlichung: 21. Juli 2023                                                      |
| 2023 | Colmillo Data                             | — | — | — | ES51 Gold · (5 Wo.)ES | Erstveröffentlichung: 11. Oktober 2023 Tainy feat. J Balvin, Young Miko & Jowell & Randy |
| 2024 | Bzrp Music Sessions, Vol. 58 –            | — | — | Latin20 (15 Wo.)Latin | ES1 ×2Doppelplatin · (16 Wo.)ES | Erstveröffentlichung: 10. Januar 2024 mit Bizarrap                                       |
| 2024 | Curita Att.                               | — | — | — | ES94 (1 Wo.)ES | Erstveröffentlichung: 6. März 2024                                                       |
| 2025 | Woahh –                                   | — | — | — | ES36 Gold · (9 Wo.)ES | Erstveröffentlichung: 13. März 2025 mit Rvssian, Omar Courtz & Clarent                   |
| 2025 | Wassup –                                  | — | — | Latin31 (8 Wo.)Latin | — | Erstveröffentlichung: 25. April 2025                                                     |
| Folgende Lieder erschienen nicht als Single, wurden aber durch das Album zum Download und Streaming bereitgestellt und konnten somit eine Platzierung erlangen: |                                           | | | | |                                                                                          |
| |                                           | | | | |                                                                                          |
| 2023 | Dispo Mañana será bonito (Bichota Season) | — | — | Latin22 (7 Wo.)Latin | ES70 Gold · (2 Wo.)ES | Charteinstieg: 26. August 2023 Karol G feat. Young Miko                                  |
| 2023 | Fina Nadie sabe lo que va a pasar mañana  | CH40 (1 Wo.)CH | US14 (4 Wo.)US | Latin2 (20 Wo.)Latin | ES5 Platin · (7 Wo.)ES | Charteinstieg: 20. Oktober 2023 mit Bad Bunny                                            |
| 2024 | Offline Att.                              | — | — | Latin28 (15 Wo.)Latin | ES18 Platin · (13 Wo.)ES | feat. Feid                                                                               |
| 2025 | Toa Lo mismo de siempre                   | — | — | — | ES64 (2 Wo.)ES | Mora feat. Young Miko                                                                    |

Weitere Singles (Auswahl)
- 2021: Young Miko feat. Caleb Calloway – 105 Freestyle
- 2022: Alejo feat. Young Miko – Un Poquito (US: Platin (Latin))
- 2022: Omar Courtz & Young Miko – Amandita (US: Platin (Latin))
- 2023: Yandel feat. Young Miko – Cuando Te Toca
- 2023: Hozwal feat. Young Miko, Lil Geniuz – Big Booty (US: Platin (Latin))
- 2023: Cazzu feat. Young Miko – Brinca
- 2023: Nicki Nicole feat. Young Miko – 8 AM (ES: Gold, US: ×2Doppelplatin (Latin) )
- 2023: Young Miko feat. Jowell y Randy – ID (ES: Gold, US: ×2Doppelplatin (Latin) )
- 2023: Tainy feat. Young Miko, The Marías – mañana
- 2023: Marshmello feat. Young Miko – Tempo
- 2024: Kany Garcia & Young Miko – En esta boca

## Auszeichnungen für Musikverkäufe
| Goldene Schallplatte - Brasilien - 2024: für die Single Classy 101 - Chile - 2023: für die Single Lisa - Mexiko - 2023: für die Single Chulo pt.2 - 2023: für die Single 8 AM - Spanien - 2024: für das Lied Riri - Zentralamerika - 2025: für die Single En esta boca Platin-Schallplatte - Mexiko - 2023: für die Single Classy 101 | 3× Goldene Schallplatte - Mexiko - 2025: für die Single Bzrp Music Sessions, Vol. 58 2× Platin-Schallplatte - Vereinigte Staaten - 2024: für das Lied Riri Diamantene Schallplatte - Zentralamerika - 2023: für die Single Classy 101 |

Anmerkung: Auszeichnungen in Ländern aus den Charttabellen bzw. Chartboxen sind in ebendiesen zu finden.
| Land/RegionAuszeichnungen für Musikverkäufe (Land/Region, Auszeichnungen, Verkäufe, Quellen) | Gold       | Platin       | Diamant     | Verkäufe  | Quellen             |
| -------------------------------------------------------------------------------------------- | ---------- | ------------ | ----------- | --------- | ------------------- |
| Brasilien (PMB)                                                                              | Gold1      | —            | —           | 20.000    | pro-musicabr.org.br |
| Chile (IFPI)                                                                                 | Gold1      | —            | —           | 90.000    | profovi.cl          |
| Mexiko (AMPROFON)                                                                            | 3× Gold3   | 2× Platin2   | —           | 490.000   | amprofon.com.mx     |
| Spanien (Promusicae)                                                                         | 7× Gold7   | 11× Platin11 | —           | 890.000   | elportaldemusica.es |
| Vereinigte Staaten (RIAA)                                                                    | —          | 30× Platin30 | Diamant1    | 2.400.000 | riaa.com            |
| Zentralamerika (CFC)                                                                         | Gold1      | —            | Diamant1    | 385.000   | cfc-musica.com      |
| Insgesamt                                                                                    | 13× Gold13 | 43× Platin43 | 2× Diamant2 |           |                     |